# Шкала Занга для самооценки тревоги
Шкала Занга для самооценки тревоги (англ. Zung Anxiety Rating Scale – ZARS) — тест для самооценки тревожных расстройств, разработанный в Университете Дьюка Вильямом Зангом.
Шкала ZARS является инструментом для измерения степени выраженности различных фобий, панических атак и других тревожных расстройств. Оценка тяжести тревожного расстройства по шкале ZARS проводится на основе самооценки пациента. Исследования по валидизации шкалы Занга показали эффективность этого инструмента самооценки для предварительной диагностики и скрининга тревожных расстройства Шкала Занга для самооценки тревоги переведена на многие языки, адаптирована и валидизирована в различных этнических и культурных средах.

## Методика применения
Шкала содержит 20 утверждений, по каждому из которых исследуемый дает ответ по частоте возникновения у него того или иного признака, ранжированной в четырёх градациях: «редко», «иногда», «часто» и «очень часто». 5 пунктов шкалы оценивают аффективные симптомы, остальные 15 — соматические симптомы тревожного расстройства.
Шкала заполняется исследуемым самостоятельно. Обследуемый заполняет шкалу после краткого инструктирования. Исследуемого просят отметить соответствующие ячейки бланка шкалы, которые точнее всего отражают его состояние за последнюю неделю. По результатам ответов на все 20 пунктов определяется суммарный балл.

## Подсчёт баллов и оценка результатов
Пункты 1, 2, 3, 4, 6, 7, 8, 10, 11, 12, 14, 15, 16, 18 и 20 шкалы ZARS оцениваются следующим образом: Редко — 1, Иногда — 2, Часто — 3, Очень часто — 4
 
Пункты 5, 9, 13, 17 и 19 шкалы оцениваются следующим образом: Очень часто — 1, Часто — 2, Иногда — 3, Редко — 4.

Результаты шкалы могут быть от 20 до 80 баллов. Эти результаты делятся на четыре диапазона:

20—44 — Норма

45—59 — Легкое тревожное расстройство или средней степени тяжести

60—74 — Выраженное тревожное расстройство или тревожное расстройство тяжелой степени

75—80 — Тревожное расстройство крайне тяжелой степени тяжести